# Ninigui
Ninigui, parfois orthographié Ninigué, est une commune rurale située dans le département de Koumbri de la province du Yatenga dans la région Nord au Burkina Faso.

## Géographie
Ninigui est, de par sa taille et son activité, la ville la plus importante du département. Elle se trouve à environ 6 km au nord-est du centre de Koumbri, le chef-lieu départemental.

## Santé et éducation
Ninigui accueille un centre de santé et de promotion sociale (CSPS) tandis que le centre hospitalier régional (CHR) se trouve à Ouahigouya.
Le village possède une école primaire publique.